# 治粟内史
治粟内史（ちぞくないし）は、古代中国の秦の末期と前漢の前期にあった官職である。秦代には穀物倉の出納を掌り、前漢ではそれに加えて銭貨の出納も引き受け、国家財政を担任した。紀元前144年に大農令と改称した。

## 治粟内史の成立
治粟内史がいつどのように設けられたのかを直接明かす史料はない。周の時代には文書行政の中心として内史という官があり、秦にも都の近郊の行政長官を兼ねる官職として内史が置かれていた。秦の時代の治粟内史については、『漢書』「百官公卿表」が治粟内史は「秦官」だと記したことで、存在したことがわかるだけである。
歴史学者の山田勝芳は、治粟内史は秦末の行政改革で従来の内史から分かれた官職で、もとは穀物の出納を主に掌っていたのではないかという。治粟内史が扱ったのは、人民が田の収穫から納める田租と、公田の経営から上がる収入で、両方とも穀物で納入される。金銭布帛は別の官庁である少府の下にあった。
工藤元男も、統一後の行政改革で内史から分かれたとみなすのは同じである。しかし工藤は、治粟内史設置直前の段階を示す睡虎地秦簡の分析から、内史が太倉を通じて穀物を、大内を通じて器物を管理していたことを示す。治粟内史が分かれたとき、大内とともに金銭等の管理も内史から引き継いだと考える。

## 前漢の治粟内史
前漢では、劉邦が漢の王になった高祖（劉邦）元年（紀元前206年）に、治粟内史を任命した。上述の山田勝芳の説では、これは秦の制度を受け継いだもので、高祖4年（紀元前203年）に人民から銭を徴収する算賦の制度が整えられたときに、少府から治粟内史に金銭布帛の管理が移ったのではないかという。
『漢書』百官公卿表には、治粟内史は「穀貨を掌る」とあり、穀物と貨幣である。文帝元年（紀元前180年）頃に丞相の陳平が、銭穀は治粟内史の職務だと皇帝に答えており、同じである。前漢では少府が皇室財政、治粟内史が国家財政を掌り、財政規模は互いに匹敵していた。
治粟内史には、2人の丞（治粟内史丞）が補佐についた。属官に太倉令があり、穀物倉の管理・出納にあたった。大内があり、金銭布帛の庫の管理・出納にあたった。籍田令があり、皇帝が儀式で耕す田を管理した。

## 大農令に改称
『史記』によれば、景帝中6年（紀元前144年）4月に治粟内史を大農と改称した。『漢書』によれば、景帝後元年（紀元前143年）に治粟内史から大農令に改称した。一年違うが、これにより治粟内史はなくなった。大農令は太初元年（紀元前104年）に大司農と改称した。

## 治粟内史の人物
治粟内史に就任したことが知られるのは一人だけで、他は不明である。
- 襄 - 姓は不明。高祖元年（紀元前206年）に治粟内史。後に棘丘侯[11]。